# U-45
O Unterseeboot 45 foi um submarino alemão que serviu na Kriegsmarine durante a Segunda Guerra Mundial.
Seu único dia de ação foi em 14 de outubro de 1939 quando o U-45 atacou um navio mercante, pois a pique outro e afundou um navio de passageiros. Na mesma data, o submarino foi afundado a sudoeste da Irlanda por cargas de profundidade de um ataque conjunto dos contratorpedeiros da Marinha Real Britânica HMS Ivanhoe (D-16) (1937-1940), HMS Intrepid (D-10) (1936-1943), HMS Inglefield (D-2) (1937-1944) e HMS Icarus (D-03) (1937-1946). Todos os 38 tripulantes do U-45 foram mortos.

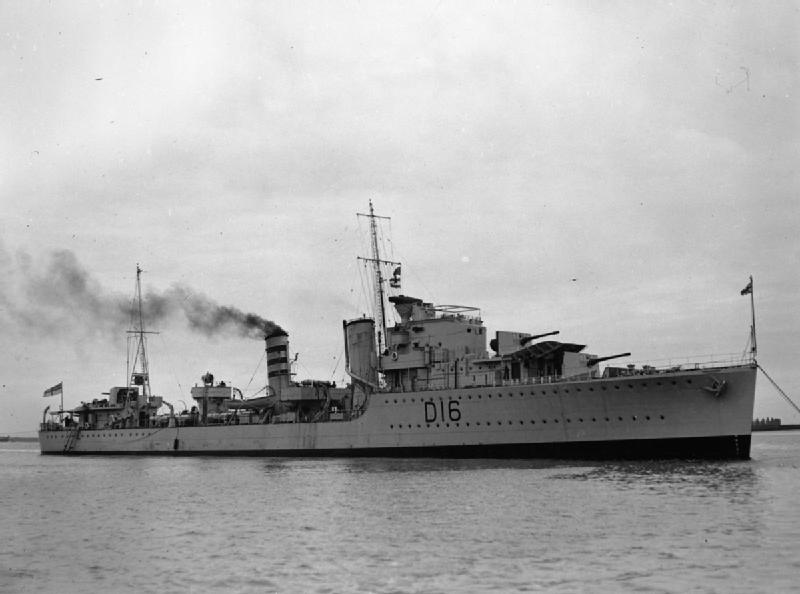
Contratorpedeiro HMS Ivanhoe.

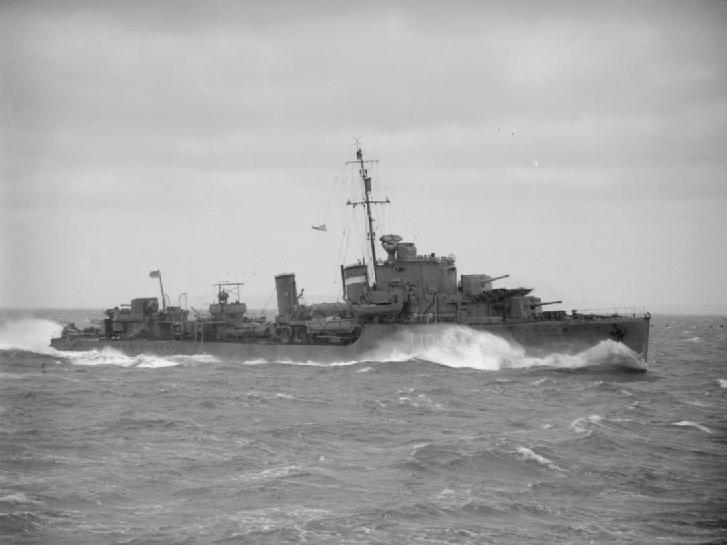
Contratorpedeiro HMS Inglefield.

## Comandante
O U-45 teve o Kapitänleutnant Alexander Gelhaar (1908-1939) como único comandante.

## Carreira

### Subordinação

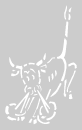
7. Unterseebootsflottille.

O submarino esteve sempre baseado em Kiel norte da Alemanha, sob as ordens da 7. Unterseebootsflottille.
| Período                                       | Flotilha                  | Situação operacional | Base |
| --------------------------------------------- | ------------------------- | -------------------- | ---- |
| 25 de julho de 1938 - 31 de Agosto de 1939    | 7. Unterseebootsflottille | KB                   | Kiel |
| 1 de Setembro de 1939 - 14 de Outubro de 1939 | 7. Unterseebootsflottille | FB                   | Kiel |

KB (Kampfboot) - u-boot comissionado e pronto para entrar em operações 

FB (Frontboot) - u-boot em condição de combate, atuando na linha de frente

### Patrulhas
O U-45 foi o sexto submarino alemão a ser afundado na Segunda Guerra Mundial
.
|       | Comandante               | Partida        | Partida | Chegada          | Chegada  | Dias    | Toneladas |
| ----- | ------------------------ | -------------- | ------- | ---------------- | -------- | ------- | --------- |
| 1     | Kptlt. Alexander Gelhaar | 19 agosto 1939 | Kiel    | 15 setembro 1939 | Kiel     | 28      |           |
| 2     | Kptlt. Alexander Gelhaar | 8 outubro 1939 | Kiel    | 14 outubro 1939  | afundado | 6       | 19 313    |
| Total | Total                    | Total          | Total   | Total            | Total    | 34 dias | 19 313 t  |

Kptlt. (Kapitänleutnant) - Capitão-tenente

### Navios atacados pelo U-45

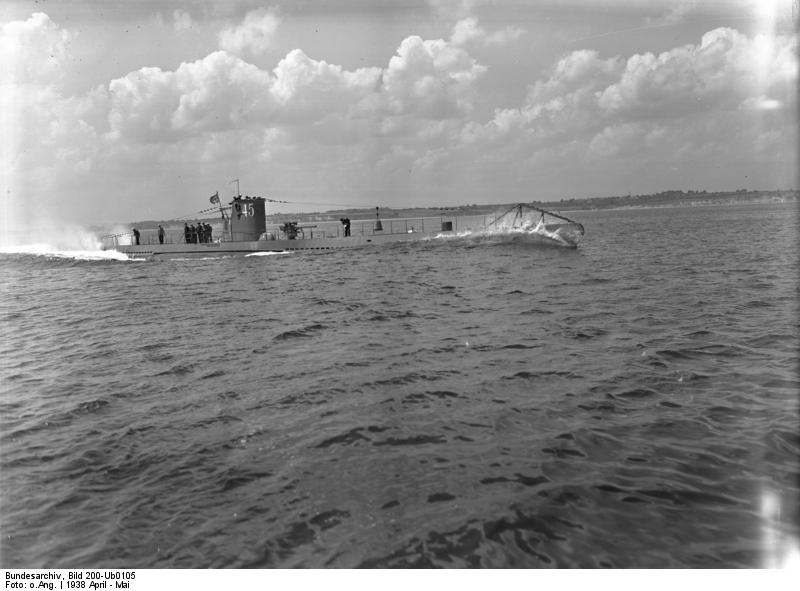
U-45 em navegação.

- 2 navios afundados num total de 19 313 GRT[8]

| Data            | Comandante        | Nome da Embarcação | Toneladas | Nacionalidade |
| --------------- | ----------------- | ------------------ | --------- | ------------- |
| 14 outubro 1939 | Alexander Gelhaar | SS Bretagne (1922) | 10 108    | França        |
| 14 outubro 1939 | Alexander Gelhaar | MV Lochavon        | 9 205     | Reino Unido   |

SS (steam ship) - navio a vapor 

MV (motor vessel) - navio a motor
O SS Bretagne (1928) (1922-1939) de propriedade da companhia de navegação francesa Compagnie Générale Transatlantique foi ao fundo a sudoeste do rochedo Fastnet Rock na Irlanda. O navio mercante MV Lochavon (1938-1939) afundou a 200 milhas náuticas a oeste do rochedo conhecido como Bishop Rock nas Ilhas Scilly. O capitão, a tripulação e os passageiros de MV Lochavon foram recolhidos pelo contratorpedeiro HMS Ilex (D-61) (1937-1948) e levados para o porto de Plymouth. O navio mercante inglês SS Karamea (10 350 t) também foi atacado pelo U-45 na mesma oportunidade, não foi atingido em consequencia de uma explosão prematura de torpedo. Todos os navios faziam parte do Comboio KJF 3.